# Mansbot
Mansbot, ättebot (även ättarbot) eller blodspenning är benämningar på  straffpåföljd i form av böter som betalas för att sona dråp.
Mansbot var böter som i äldre nordisk rätt betalades av en dråpare eller hans släktingar (fränder) till den dräptes släkt, som då avstod från att kräva blodshämnd. Syftet var dels att avskräcka från dråp, dels att kompensera offrets familj. Om den dräpte hade en hög samhällsställning blev mansboten hög. Ju lägre den dräpte stod i samhället, desto lägre blev också mansboten. Mansboten gick över till att bli böter som sedan erlades till kungen. Om boten inte erlades, kunde blodsfejder utbryta, vilket var oerhört kostsamt.
Systemet fanns i stora delar av norra Europa.  Mansboten omnämns i litteratur och lagar.
Ett liknande system, kallat diya (”blodspenningar”), finns idag bland beduinstammar och i viss mån i islamiska rättssystem. I somaliernas traditionella rättssystem (xeer) finns ett liknande system där böter utfärdas och betalas, även till stöd för offrets anhöriga, vid flera olika slags brott.